# José Luís Fernández García
José Luís Fernández García, (Portugalete, 3 de maig de 1954), és un jugador d'escacs basc, que té el títol de Gran Mestre des de 1986 Es va formar al País Basc, però va viure bastants anys a Catalunya, on va militar a la Unió Gracienca d'Escacs, i es va proclamar Campió de Catalunya absolut. Fernández va obtenir el títol de MI el 1980, i el de GM el 1986, coincidint amb el seu millor moment de joc, entre finals dels anys 1970 i el 1990.
A la llista d'Elo de la FIDE del gener de 2022, hi tenia un Elo de 2353 punts, cosa que en feia el jugador número 153 de l'estat espanyol. El seu màxim Elo va ser de 2500 punts, a la llista de juliol de 1990, moment en què era el 2n jugador espanyol, només rere el català Miquel Illescas, i estava en la posició 200 mundial.

## Resultats destacats en competició

### Campionat de Catalunya Individual
El 1982 guanyà el Campionat de Catalunya d'escacs absolut per damunt de Víctor Vehí.

### Campionat d'Espanya Individual
Va ser Campió d'Espanya absolut el 1989 a Almeria. També ha estat subcampió en 4 ocasions, els anys 1977, 1978, 1985 i 1995.
El novembre de 2021 es proclamà campió d'Espanya de veterans (categoria de +65) a Altea.

### Competicions internacionals
Entre les seves nombroses participacions en torneigs internacionals en destaca el quart lloc obtingut a Jurmala el 1983, el segon lloc a l'Obert de Sitges de 1984 (rere Ralf Akesson), el primer lloc als torneigs de Barcelona 1985, Torremolinos 1985, i Las Palmas 1987; el 6è lloc al Torneig Internacional de Salamanca de 1990 (campions ex aequo: Miodrag Todorcevic i Alfons Romero), i el 1r lloc (ex aequo amb Mikhaïl Gurévitx) a l'Havana 1990, i (ex aequo amb Vassili Smislov) a Buenos Aires 1990.
A partir de mitjans dels anys 1990, no ha pogut mantenir un elevat nivell de joc. El 2005 fou 3r al Torneig C de Dos Hermanas (categoria IV de la FIDE), rere Davor Komljenović, i Tatiana Kononenko. El 2009, al fort torneig "Kutxa" de Sant Sebastià, hi fou 8è (de 10 participants, el campió fou en Jordi Magem).

### Olimpíades i competicions per equips
José Luis Fernández ha participat, representant Espanya, en sis Olimpíades d'escacs entre els anys 1982 i 1992 (amb un total de 37 punts de 63 partides, un 58,7%). A les edicions entre 1982 i 1988 hi participa com a MI, i a partir de 1990 com a GM.
| Any  | Olimpíada        | Ciutat   | Tauler     | Partides | Guanyades | Taules | Perdudes | %     |
| ---- | ---------------- | -------- | ---------- | -------- | --------- | ------ | -------- | ----- |
| 1982 | XXV Olimpíada    | Lucerna  | 3r         | 11       | 6         | 3      | 2        | 68,2% |
| 1984 | XXVI Olimpíada   | Salònica | 3r         | 10       | 3         | 7      | 0        | 65,0% |
| 1986 | XXVII Olimpíada  | Dubai    | 1r         | 12       | 3         | 6      | 3        | 50,0% |
| 1988 | XXVIII Olimpíada | Salònica | 3r         | 11       | 3         | 7      | 1        | 59,1% |
| 1990 | XXIX Olimpíada   | Novi Sad | 2n         | 12       | 3         | 7      | 2        | 54,2% |
| 1992 | XXX Olimpíada    | Manila   | 1r suplent | 7        | 3         | 2      | 2        | 57,1% |